# 스토리 오브 디 이어
스토리 오브 디 이어(Story of the Year, 이하 SOTY)는 포스트-하드코어(Post-Hardcore)와 펑크 록(Punk Rock)을 기반으로 하는 미국의 밴드이다. 밴드는 1995년에 미쏘우리(Missouri), 세인트 루이스(St. Louis)에서 원래 "빅 블루 멍키(Big Blue Monkey)"라는 밴드를 전신으로 시작하여 결성되었으나 메이저 레이블 메이브릭 레코드(Maverick Records)에서 데뷔시 이미 같은 이름의 블루스 그룹이 존재해서 2001년에 밴드명을 "SOTY"로 바꿨다. 멤버 구성은 댄 마살라(Dan Marsala) (보컬), 라이언 필립스(Ryan Phillips) (리드 기타), 필립 스니드(Phillip Sneed) (리듬 기타와 백업 보컬), 애덤 러셀(Adam Russell) (베이스), 조쉬 윌스(Josh Wills) (드럼)으로 이루어져 있다.
SOTY는 결성 8년 후 "내가 죽는 그 날까지(Until the Day I Die)"과 "우리가 죽어가는 날의 찬송가(Anthem of Our Dying Day)"등의 있기 있는 싱글이 수록된 첫 번째 앨범 "Page Avenue"로 메이저 레이블 데뷔에서 상업적인 성공시킨 것처럼 보였지만 2005년에 발매된 두 번째 앨범 "In the Wake of Determination"은 전작보다 성공을 거두지 못했다. 그러다 밴드는 메이브릭 레코드(Maverick Records)를 떠나고 마이너 레이블인 에피타프 레코드(Epitaph Records)에서의 첫 작품, 세 번째 앨범 "The Black Swan"을 2008년 4월 22일에 발매하였다.
2010년 2월 16일 에피타프 레코드를 통해 네번째 앨범 The Constant를 발매하였다.
2011년 무기한 중단에 돌입했다가, 2013년에 다시 재결합 하였다, 2014년에는 첫번째 앨범 Page Avenue의 발매 10주년을 맞이하여 투어 콘서트를 개최하였다.
2017년 12월 8일 다섯번째 앨범 Wolves를 발매하였다.
2022년 8월 24일 뉴클리어 블래스트의 산하 레이블 샤프톤 레코드와 계약하고 여섯번째 앨범 Tear Me to Pieces를 준비중이다.

## 음반 목록

### 정규 음반
- 2003: Page Avenue
- 2005: In the Wake of Determination
- 2008: The Black Swan
- 2010: The Constant
- 2013: Page Avenue: 10 Years and Counting
- 2017: Wolves
- 2023: Tear Me to Pieces

### 데모 /EP
- 1998: Three Days Broken
- 1999: Truth In Separation
- 2002: Big Blue Monkey

### 라이브 & 편집
- 2005: Live in the Lou/Bassassins
- 2008: Our Time Is Now

### 싱글
| 해   | 곡명                             | 차트 순위 | 차트 순위   | 차트 순위       | 차트 순위 | 음반명                       |
| 해   | 곡명                             | 미국      | 미국 모던락 | 미국 메인스트림 | 영국      | 음반명                       |
| ---- | -------------------------------- | --------- | ----------- | --------------- | --------- | ---------------------------- |
| 2004 | "Until the Day I Die"            | —         | 12          | —               | 62        | Page Avenue                  |
| 2004 | "Anthem of Our Dying Day"        | —         | 10          | —               | —         | Page Avenue                  |
| 2004 | "Sidewalks"                      | —         | 40          | —               | —         | Page Avenue                  |
| 2005 | "We Don't Care Anymore"          | —         | 28          | 38              | —         | In the Wake of Determination |
| 2006 | "Take Me Back"                   | —         | —           | —               | —         | In the Wake of Determination |
| 2008 | "Wake Up"                        | —         | —           | —               | —         | The Black Swan               |
| 2008 | "The Antidote / Tell Me (P.A.C)" | —         | —           | —               | —         | The Black Swan               |
| 2008 | "Message to the World"           | —         | —           | —               | —         | The Black Swan               |
| 2009 | "Terrified"                      | —         | —           | —               | —         | The Black Swan               |
| 2010 | "I'm Alive"                      | —         | —           | —               | —         | The Constant                 |
| 2010 | "The Dream is Over"              | —         | —           | —               | —         | The Constant                 |